# 名寄村
名寄村（なよりむら）は、日本の領有下において樺太に存在した村（指定町村）。
現在はロシア連邦がサハリン州ペンゼンスコエとして実効支配している。

## 概要
- 西は間宮海峡に面していた。
- 村の中心駅である樺太西線樺太名寄駅（1937年開業）は宗谷本線の名寄駅とは区別され、樺太名寄駅と呼ばれていた。なお樺太庁管内に存在した駅で樺太○○駅と表記された例はこれだけである。
- 北海道にも名寄市が存在するが、樺太の名寄村はなよりむらで、北海道の名寄市はなよろしであり、読みが異なる。

## 歴史
- 1915年（大正4年）6月26日 - 「樺太ノ郡町村編制ニ関スル件」（大正4年勅令第101号）の施行により行政区画として発足。泊居郡に所属し、泊居支庁が管轄。
- 1929年（昭和4年）7月1日 - 樺太町村制の施行により二級町村となる。
- 1942年（昭和17年）11月 - 管轄支庁が真岡支庁に変更。
- 1943年（昭和18年）4月1日
  - 「樺太ニ施行スル法律ノ特例ニ関スル件」（大正9年勅令第124号）が廃止され、内地編入。
  - 指定町村となる。
- 1945年（昭和20年）8月22日 - ソビエト連邦により占拠される。
- 1949年（昭和24年）6月1日 - 国家行政組織法の施行のため法的に樺太庁が廃止。同日名寄村廃止。

## 村内の地名
| - 名寄 - 智来（ちらい） - 北泊帆（きたとまりほ） - 尾添（おぞえ） - 江部（えべ） - 千帆間（ちほま） - 唐緒（からお） - 苫虫（とまむし） - 西白浦（にししらうら） - 宅田（たくた） | - 琴年（こととし） - 鷹岡（たかおか） - 平沢（ひらさわ） - 大栄（たいえい） - 駒内（こまない） - 大苫（おおとま） - 北沢（きたざわ） - 南殖民地（みなみしょくみんち） - 北殖民地（きたしょくみんち） |

（）

## 地域

### 教育
以下の学校一覧は1945年（昭和20年）4月1日現在のもの。
- 樺太公立名寄国民学校
- 樺太公立東条国民学校
- 樺太公立南沢国民学校
- 樺太公立大栄国民学校
- 樺太公立平沢国民学校
- 樺太公立智来国民学校